# ایوان بوشنیاک
ایوان بوشنیاک (کرواتی: Ivan Bošnjak؛ زادهٔ ۶ فوریهٔ ۱۹۷۹) یک بازیکن فوتبال اهل کرواسی است.
وی همچنین در تیم ملی فوتبال کرواسی بازی کرده‌است.